# باول جونز (سياسي)
باول جونز (بالإنجليزية: Paul Jones)‏ هو سياسي أمريكي، ولد في 27 أكتوبر 1895، وتوفي في 7 نوفمبر 1971.